# Сподня Селниця
Сподня Селниця (словен. Spodnja Selnica) — поселення в общині Селниця-об-Драві, Подравський регіон‎, Словенія.